# Holger Hasse
Holger Hasse (* 15. März 1978) ist ein ehemaliger deutscher Fußballspieler, der zuletzt für Holstein Kiel spielte.

## Karriere
Holger Hasse begann seine Profilaufbahn beim FC Erzgebirge Aue. Ab dem Jahr 1998 konnte er sich in Aue als Stammspieler etablieren, insgesamt bestritt er 119 Regionalliga-Spiele für Aue, in denen er zwei Tore erzielte. 2002 wechselte er von der Regionalliga Nord in die 2. Bundesliga zum VfB Lübeck.
Bei den Norddeutschen kam er in den folgenden zwei Jahren zu 37 Einsätzen und konnte dabei drei Tore erzielen. 2004 wechselte Hasse für eine Saison (18 Einsätze) nach Aue zurück, das inzwischen in die 2. Bundesliga aufgestiegen war. 2005 wechselte er zum FC Carl Zeiss Jena in die Regionalliga Nord zurück. Mit Jena schaffte er 2006 den Aufstieg in die 2. Bundesliga, wobei er in insgesamt 44 Einsätzen zwei Tore erzielen konnte. Anfang 2007 wechselte Hasse in die Regionalliga Nord zu Holstein Kiel, konnte den Abstieg der Kieler in die Oberliga allerdings nicht verhindern. 2007/08 gelang ihm mit Kiel der sofortige Wiederaufstieg in die Regionalliga Nord sowie ein Jahr darauf der Aufstieg in die 3. Fußball-Liga. In der darauf folgenden Saison kam er jedoch nicht mehr zum Einsatz, so dass er den Verein in der Sommerpause 2010 verließ und seine Karriere beendete.
Mittlerweile arbeitet er als Golflehrer in Sachsen.